# Cotton Bowl
El Cotton Bowl o Tazón del Algodón es un partido de fútbol americano universitario que se disputa anualmente en Dallas, Texas (Estados Unidos) desde 1937.
Hasta 2010 se jugaba en el Estadio Cotton Bowl de Dallas, y actualmente se realiza en el AT&T Stadium en el área metropolitana de Dallas/Fort Worth.
Se disputa la primera semana de enero del año siguiente al término de la temporada regular. 

## Historia
El Cotton Bowl comenzó a celebrarse en los terrenos de la Feria de Muestras del estado de Texas, cuando el magnate del petróleo J. Curtis Sanford pagó personalmente los costes de la primera edición, en 1937.
Tradicionalmente el Cotton Bowl enfrentaba al campeón de la Southwest Conference contra el subcampeón de la Big 8 Conference o de la Southeastern Conference, aunque en ocasiones fueron invitados en su lugar los independientes Penn State y Notre Dame.
Se convirtió enseguida en uno de los cuatro bowls universitarios más importantes del país. Pero entonces, los equipos más importantes de la Southwest sufrieron importantes sanciones a lo largo de la década de 1980 por parte de la NCAA por violar las normas de amateurismo. Eso les impedía difundir sus partidos por televisión y participar en la disputa del Cotton Bowl y otros tazones.
En 1992, el Cotton Bowl pasó a formar parte de la Bowl Coalition, pudiendo mantener al campeón de la Southeastern Conference (SWC) como participante, pero SWC anunció su disolución tras la temporada 1995, por lo que al cambiar de sistema al Bowl Alliance, el Cotton Bowl perdió su plaza en favor del Fiesta Bowl. A partir de 1996, el Cotton Bowl pasó a disputarse entre el subcampeón de la Big 12 Conference y el subcampeón de la división oeste de la Southeastern Conference.
En 2010, el Cotton Bowl cambió de sede, ahora se juega en Arlington, Texas en el AT&T Stadium, después de 73 años jugando en el histórico estadio del mismo nombre en Dallas. 
Desde 2014 es uno de los seis bowls que acogen de manera rotatoria una semifinal del College Football Playoff, por lo que podrían disputarlo equipos de cualquier conferencia en esa ocasión.

## Palmarés
| Año              | Ganador                 | Marcador | Perdedor            |
| ---------------- | ----------------------- | -------- | ------------------- |
| 1937             | Cristiana de Texas      | 16 - 6   | Marquette           |
| 1938             | Rice                    | 28 - 14  | Colorado            |
| 1939             | Saint Mary's (CA)       | 20 - 13  | Tec. de Texas       |
| 1940             | Clemson                 | 6 - 3    | Boston College      |
| 1941             | A&M de Texas            | 13 - 12  | Fordham             |
| 1942             | Alabama                 | 29 - 21  | A&M de Texas        |
| 1943             | Texas                   | 14 - 7   | Tec. de Georgia     |
| 1944             | Texas                   | 7 - 7    |                     |
| 1944             | Randolph Air Force Base | 7 - 7    |                     |
| 1945             | Estatal de Oklahoma     | 34 - 0   | Cristiana de Texas  |
| 1946             | Texas                   | 40 - 27  | Misuri              |
| 1947             | Arkansas                | 0 - 0    |                     |
| 1947             | Estatal de Luisiana     | 0 - 0    |                     |
| 1948             | Metodista del Sur       | 13 - 13  |                     |
| 1948             | Estatal de Pensilvania  | 13 - 13  |                     |
| 1949             | Metodista del Sur       | 21 - 13  | Oregón              |
| 1950             | Rice                    | 27 - 13  | Carolina del Norte  |
| 1951             | Tennessee               | 20 - 14  | Texas               |
| 1952             | Kentucky                | 20 - 7   | Cristiana de Texas  |
| 1953             | Texas                   | 16 - 0   | Tennessee           |
| 1954             | Rice                    | 28 - 6   | Alabama             |
| 1955             | Tec. de Georgia         | 14 - 6   | Arkansas            |
| 1956             | Mississippi             | 14 - 13  | Cristiana de Texas  |
| 1957             | Cristiana de Texas      | 28 - 27  | Syracuse            |
| 1958             | Academia Naval          | 20 - 7   | Rice                |
| 1959             | Cristiana de Texas      | 0 - 0    |                     |
| 1959             | Fuerza Aérea            | 0 - 0    |                     |
| 1960             | Syracuse                | 23 - 14  | Texas               |
| 1961             | Duke                    | 7 - 6    | Arkansas            |
| 1962             | Texas                   | 12 - 7   | Mississippi         |
| 1963             | Estatal de Luisiana     | 13 - 0   | Texas               |
| 1964             | Texas                   | 28 - 6   | Academia Naval      |
| 1965             | Arkansas                | 10 - 7   | Nebraska            |
| 1966             | Estatal de Luisiana     | 14 - 7   | Arkansas            |
| 1966 (diciembre) | Georgia                 | 24 - 9   | Metodista del Sur   |
| 1968             | A&M de Texas            | 20 - 16  | Alabama             |
| 1969             | Texas                   | 36 - 13  | Tennessee           |
| 1970             | Texas                   | 21 - 17  | Notre Dame          |
| 1971             | Notre Dame              | 24 - 11  | Texas               |
| 1972             | Estatal de Pensilvania  | 30 - 6   | Texas               |
| 1973             | Texas                   | 17 - 13  | Alabama             |
| 1974             | Nebraska                | 19 - 3   | Texas               |
| 1975             | Estatal de Pensilvania  | 41 - 20  | Baylor              |
| 1976             | Arkansas                | 31 - 10  | Georgia             |
| 1977             | Houston                 | 30 - 21  | Maryland            |
| 1978             | Notre Dame              | 38 - 10  | Texas               |
| 1979             | Notre Dame              | 35 - 34  | Houston             |
| 1980             | Houston                 | 17 - 14  | Nebraska            |
| 1981             | Alabama                 | 30 - 2   | Baylor              |
| 1982             | Texas                   | 14 - 12  | Alabama             |
| 1983             | Metodista del Sur       | 7 - 3    | Pittsburgh          |
| 1984             | Georgia                 | 10 - 9   | Texas               |
| 1985             | Boston College          | 45 - 28  | Houston             |
| 1986             | A&M de Texas            | 36 - 16  | Auburn              |
| 1987             | Estatal de Ohio         | 28 - 12  | A&M de Texas        |
| 1988             | A&M de Texas            | 35 - 10  | Notre Dame          |
| 1989             | UCLA                    | 17 - 3   | Arkansas            |
| 1990             | Tennessee               | 31 - 27  | Arkansas            |
| 1991             | Miami                   | 46 - 3   | Texas               |
| 1992             | Estatal de Florida      | 10 - 2   | A&M de Texas        |
| 1993             | Notre Dame              | 28 - 3   | A&M de Texas        |
| 1994             | Notre Dame              | 24 - 21  | A&M de Texas        |
| 1995             | Sur California          | 55 - 14  | Tec. de Texas       |
| 1996             | Colorado                | 38 - 6   | Oregón              |
| 1997             | Brigham Young           | 19 - 15  | Estatal de Kansas   |
| 1998             | UCLA                    | 29 - 23  | A&M de Texas        |
| 1999             | Texas                   | 38 - 11  | Estatal de Misisipi |
| 2000             | Arkansas                | 27 - 6   | Texas               |
| 2001             | Estatal de Kansas       | 35 - 21  | Tennessee           |
| 2002             | Oklahoma                | 10 - 3   | Arkansas            |
| 2003             | Texas                   | 35 - 20  | Estatal de Luisiana |
| 2004             | Mississippi             | 31 - 28  | Estatal de Oklahoma |
| 2005             | Tennessee               | 38 - 7   | A&M de Texas        |
| 2006             | Alabama                 | 13 - 10  | Tec. de Texas       |
| 2007             | Auburn                  | 17 - 14  | Nebraska            |
| 2008             | Misuri                  | 38 - 7   | Arkansas            |
| 2009             | Mississippi             | 47 - 34  | Texas Tech          |
| 2010             | Mississippi             | 21 - 7   | Estatal de Oklahoma |
| 2011             | Estatal de Luisiana     | 41 - 24  | A&M de Texas        |
| 2012             | Arkansas                | 29 - 16  | Estatal de Kansas   |
| 2013             | A&M de Texas            | 41 - 13  | Oklahoma            |
| 2014             | Misuri                  | 41 - 31  | Estatal de Oklahoma |
| 2015             | Estatal de Míchigan     | 42 - 41  | Baylor              |
| 2015 (diciembre) | Alabama                 | 38 - 0   | Estatal de Míchigan |
| 2017             | Wisconsin               | 24 - 16  | Míchigan Occidental |
| 2017 (diciembre) | Estatal de Ohio         | 24 - 7   | Sur de California   |
| 2018 (diciembre) | Clemson                 | 30 - 3   | Notre Dame          |
| 2019 (diciembre) | Estatal de Pensilvania  | 53 - 39  | Memphis             |
| 2020 (diciembre) | Oklahoma                | 55 - 26  | Florida             |
| 2021 (diciembre) | Alabama                 | 27 - 6   | Cincinnati          |
| 2023 (enero)     | Tulane                  | 46 - 45  | USC                 |
| 2023 (diciembre) | Misuri                  | 14 - 3   | Estatal de Ohio     |
| 2025 (enero)     | Estatal de Ohio         | 28 - 14  | Texas               |

## Equipos destacados
| Equipo                 | Participaciones | Victorias | Conferencia                |
| ---------------------- | --------------- | --------- | -------------------------- |
| Texas                  | 23              | 11        | Southwest / Big 12         |
| Texas A&M              | 13              | 5         | Southwest / Big 12 / SEC   |
| Notre Dame             | 7               | 5         | Independiente              |
| Arkansas               | 12              | 4         | Southwest / SEC            |
| Alabama                | 8               | 4         | SEC                        |
| Mississippi            | 5               | 4         | SEC                        |
| Tennessee              | 6               | 3         | SEC                        |
| LSU                    | 5               | 3         | SEC                        |
| Rice                   | 4               | 3         | Southwest / Conference USA |
| Estatal de Pensilvania | 4               | 3         | Independiente / Big Ten    |